# Trialetie
Trialetie (gruzínsky თრიალეთი) je gruzínská horská historická provincie, která se rozkládala v centrální Gruzii. V gruzínském překladu znamená název místo putování. Trialetský hřbet tvoří její rozšířenou součást. Dnes tvoří součást gruzínského kraje Kvemo Kartli. Hlavním městem byla Calka.